# Fimbriosthenelais hobbsi
Fimbriosthenelais hobbsi är en ringmaskart som beskrevs av Pettibone 1970. Fimbriosthenelais hobbsi ingår i släktet Fimbriosthenelais och familjen Sigalionidae.
Artens utbredningsområde är Mexikanska golfen. Inga underarter finns listade i Catalogue of Life.